# Wulfstan Cantor
Pour les articles homonymes, voir Wulfstan.
Œuvres principales
- Narratio metrica de S. Swithuno
- Vita S. Aethelwoldi
- Breuiloquium de omnibus sanctis
- Breuiloquium super musica (perdu)

Wulfstan Cantor ou Wulfstan de Winchester (en latin : Wulfstanus cantor ou Wulfstanus Wintoniensis), est un moine et écrivain anglo-saxon de la fin du Xe siècle. Pour Michael Lapidge, il est « l'un des auteurs anglo-latins les plus productifs et les plus talentueux » de la période anglo-saxonne.

## Biographie
On ne sait pas grand-chose de la vie de Wulfstan. Probablement né aux alentours de l'an 960, il entre au monastère d'Old Minster, à Winchester, en tant qu'oblat. Il y reçoit l'enseignement de l'évêque Æthelwold et devient le chantre de l'abbaye, d'où son surnom de Cantor. Il est possible, mais pas certain, qu'il quitte Winchester en 1006 pour suivre l'évêque Alphège, le successeur d'Æthelwold, qui vient d'être élu archevêque de Cantorbéry. Son décès est daté d'un 22 juillet dans un calendrier liturgique de Winchester, mais l'année n'en est pas précisée.

## Œuvre
Tous les écrits de Wulfstan sont en latin, et ils datent pour la plupart des années 990. Son œuvre majeure est le Narratio metrica de S. Swithuno, une version en hexamètres d'une hagiographie de saint Swithun rédigée vers 975 par Lantfred, un autre moine de Winchester. Wulfstan dédie son poème à Alphège, et relate dans sa préface la reconstruction d'Old Minister accomplie par lui et son prédécesseur Æthelwold. Des fouilles archéologiques menées à Winchester dans les années 1960 et 1970 ont permis de confirmer son témoignage.
Wulfstan est également l'auteur d'une hagiographie en prose d'Æthelwold, dont Ælfric d'Eynsham produit par la suite une version abrégée, et d'un poème épanaleptique sur la Toussaint intitulé Breuiloquium de omnibus Sanctis, où son nom figure sous la forme d'un acrostiche. D'autres poèmes épanaleptiques en l'honneur d'Æthelwold, Swithun et Birin sont peut-être également de sa main. Un recueil de tropes manuscrit datant des alentours de l'an 1000, conservé à Corpus Christi College (MS 473), lui a peut-être appartenu. Guillaume de Malmesbury mentionne également une œuvre intitulée De tonorum harmonia ou Breviloquium super musicam, dont ne subsistent que des extraits conservés dans des commentaires du XVe siècle,.